# Всадник по имени Смерть
«Всадник по имени Смерть» — русский кинофильм режиссёра Карена Шахназарова, снятый в 2004 году. Вторая экранизация повести Бориса Савинкова «Конь бледный». В фильме также используются мотивы более поздней повести того же автора «Воспоминания террориста».

## Сюжет
Россия начала XX века. Сообществом, именуемым «Боевая организация», в различных городах совершён ряд террористических актов, направленных против высоких должностных лиц государства. Главная цель террористов — убийство Великого князя. Покушение готовят члены организации — её руководитель Жорж, преданная ему Эрна, с риском для жизни делающая бомбы, метатели бомб Ваня, Генрих, Фёдор.

## В ролях
| Актёр                | Роль                            |
| -------------------- | ------------------------------- |
| Андрей Панин         | Жорж (Борис Савинков)           |
| Ксения Раппопорт     | Эрна Бронштейн (Дора Бриллиант) |
| Артём Семакин        | Ваня (Иван Каляев)              |
| Ростислав Бершауэр   | Фёдор                           |
| Анастасия Макеева    | Елена                           |
| Алексей Казаков      | Генрих (Тадеуш Сикорский)       |
| Дмитрий Дюжев        | Валентин Кузьмич (Е. Ф. Азеф)   |
| Валерий Сторожик     | муж Елены                       |
| Дмитрий Гусев        | Гашкес                          |
| Василий Зотов        | Великий князь                   |
| Анна Горшкова        | Рогозникова                     |
| Фёдор Сухов          | Максимилиан Волошин             |
| Елизавета Арзамасова | кукла в кукольном театре        |
| Юрий Шибанов         | гость в Тиволи                  |
| Ирина Вилкова        | гостья в Тиволи                 |
| Игорь Гаспарян       | нефтяной магнат                 |